# Bineta Diedhiou
Bineta Diedhiou (Dakar, 8 de enero de 1986) es una deportista senegalesa que compitió en taekwondo.
Ganó una medalla en el Campeonato Mundial de Taekwondo de 2005, y seis medallas en el Campeonato Africano de Taekwondo entre los años 2003 y 2018. En los Juegos Panafricanos consiguió dos medallas en los años 2011 y 2015.

## Palmarés internacional
| Campeonato Mundial  | Campeonato Mundial                | Campeonato Mundial | Campeonato Mundial |
| Año                 | Lugar                             | Medalla            | Categoría          |
| ------------------- | --------------------------------- | ------------------ | ------------------ |
| 2005                | Madrid (España)                   | Medalla de bronce  | –59 kg             |
| Juegos Panafricanos |                                   |                    |                    |
| Año                 | Lugar                             | Medalla            | Categoría          |
| 2011                | Maputo (Mozambique)               | Medalla de plata   | –57 kg             |
| 2015                | Brazzaville (República del Congo) | Medalla de oro     | –57 kg             |
| Campeonato Africano |                                   |                    |                    |
| Año                 | Lugar                             | Medalla            | Categoría          |
| 2003                | Abuya (Nigeria)                   | Medalla de plata   | –55 kg             |
| 2009                | Yaundé (Camerún)                  | Medalla de oro     | –57 kg             |
| 2010                | Trípoli (Libia)                   | Medalla de bronce  | –57 kg             |
| 2012                | Antananarivo (Madagascar)         | Medalla de oro     | –57 kg             |
| 2014                | Túnez (Túnez)                     | Medalla de oro     | –57 kg             |
| 2018                | Agadir (Marruecos)                | Medalla de bronce  | –57 kg             |